# Calzone

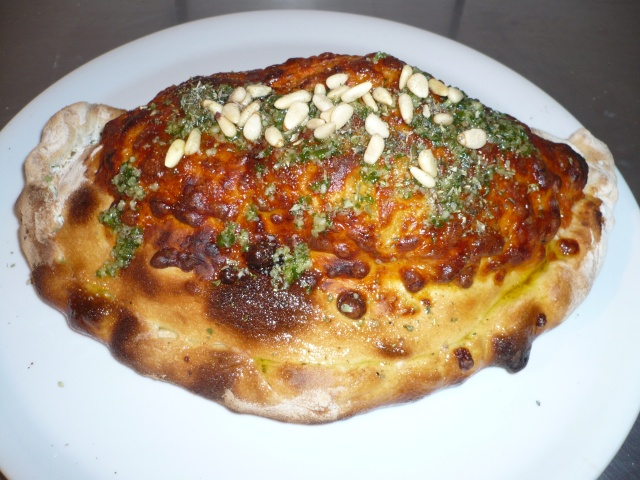
Calzone

Un calzone (en italià: calzone al forno, ja que es cou sempre al forn). La paraula calzone vol dir mitges o pantalons és una pizza plegada. És una especialitat gastronòmica originària de Bari i de Nàpols. Té la forma d'una mitja lluna i està feta amb una massa de pa salada. Està farcit d'una sèrie d'ingredients comunes amb els de la pizza. El calzone típic incorpora dins tomàquet i mozzarella i pot incloure altres ingredients normalment associats amb els de la pizza.

## Variacions regionals
Els calzones amb forma de sandvitxos es venen pels carrers a Itàlia, ja que són fàcils de menjar mentre es camina. A Puglia es venen calzones fregits anomenats aleshores Panzerotti.
Com a regla, els calzones es farceixen amb formatges com la ricotta, mozzarella, Parmesà, Provolone o un tipus regional de formatge.
Scacciata és similar a un calzone però està omplert amb bròquil, espinacs, patates o cebes i de vegades salsitxa.